# Dangol-Boré
Dangol-Boré è un comune rurale del Mali facente parte del circondario di Douentza, nella regione di Mopti.